# Carlo Radicati di Primeglio
Carlo Radicati di Primeglio Perachio (n. Turín; 6 de julio de 1914 - f. Lima; 20 de febrero de 1990) fue un historiador, catedrático y noble italiano, radicado en el Perú.

## Biografía
Hijo del conde Federico Radicati di Primeglio y Rosa in Perachio. Décimo séptimo Conde de Primeglio, pertenecía a una de las casas más antiguas de Europa, que arranca antes del año 1000 con el Conde Manfredo, cuya descendencia recibirían el honor de ser príncipes electores del Sacro Imperio Romano Germánico por el emperador Federico I Barbarroja.
Comenzó su formación básica en su tierra nativa, estudiando en la escuela Ludovico Antonio Muratori, y en el gimnasio Gioberti. Al trasladarse junto con sus padres al Perú, en 1926, siguió cursos en el colegio San José (dirigido por los hermanos maristas) del Callao.
Ingresa a la Universidad Nacional Mayor de San Marcos en 1931, pero se vio obligado a trasladarse poco después, debido al receso sanmarquino, a la Pontificia Universidad Católica del Perú donde obtuvo los grados de Doctor en Ciencias Políticas y Económicas (1937) con su tesis De las Antiguas a las Modernas Corporaciones y de Doctor en Letras (1952), con la tesis Sobre seis quipus del Antiguo Perú. También realizó estudios en la Universidad de Milán, obteniendo el doctorado en Ciencias Políticas (1939).

## Carrera docente
Desde muy joven incursionó en la docencia, ejerciendo diversas cátedras de historia, arqueología, lengua, literatura, geografía, economía y derecho, tanto en la Facultad de Letras de San Marcos (desde 1949) como en las universidades Agraria, Católica y de Ingeniería.
Asimismo fue profesor del Colegio Italiano -luego Antonio Raimondi- desde 1939 hasta 1963. Además en la Católica se desempeñó como director de la Biblioteca Central (1937-1940) y secretario de la Facultad de Ciencias Económicas (1952-1956).
Autoridad mundial en el estudio de los quipus e inventor de la palabra quipología. Miembro fundador de la Sociedad Peruana de Historia (1945) y miembro activo de la Sociedad Geográfica de Lima (1966). Estuvo casado, aunque sin descendencia, con la historiadora peruana Ella Dunbar Temple.

## Publicaciones
- De las antiguas a las modernas corporaciones. Lima: Imprenta La Voce d´Italia, 1937.
- L´Inca Garcilaso: 1539-1939. Lima: Imprenta La Voce d´Italia, 1939.
- Juan Reinaldo Carli, economista y americanista del siglo XVIII. Lima: Imprenta Guillermo Lenta, 1944.
- Introducción al estudio de los quipus. Lima: Biblioteca de la Sociedad Peruana de Historia, 1951.
- Los Incas del Perú. Lima: Imprenta Iberia, 1960.
- La seriación como posible clave para descifrar los quipus extranumerales. Lima: Biblioteca de la Sociedad Peruana de Historia, 1965.
- El sistema contable de los Incas. Yupana y quipu. Lima: Editorial Universo S.A., 1979.
- Antonio Ricardo Pedemontanus. Lima: Editorial Ausonia, 1986.